# Habrocestum ferrugineum
Habrocestum ferrugineum är en spindelart som beskrevs av Wesolowska, van Harten 2002. Habrocestum ferrugineum ingår i släktet Habrocestum och familjen hoppspindlar. Inga underarter finns listade i Catalogue of Life.